# Maurice Richard
Joseph Henri Maurice Richard (Montreal, Quebec; 4 de agosto de 1921 - ibid., 27 de mayo de 2000) fue un jugador profesional de hockey sobre hielo canadiense. Jugaba en la posición ala derecha y desarrolló toda su carrera en los Canadiens de Montréal de la National Hockey League (NHL).
Apodado Rocket, está considerado como uno de los mayores goleadores en la historia de la NHL: fue la primera persona que anotó más de 500 goles en toda su carrera (544 tantos), y también consiguió ser el primero en anotar 50 goles en solo 50 partidos de una temporada regular (año 1944-45).
Richard ganó la Copa Stanley con Montreal en ocho ocasiones, y fue el capitán del equipo en las cinco copas consecutivas obtenidas desde 1955 hasta 1960. En su honor, desde 1998 la LNH entrega un trofeo llamado Trofeo Maurice Richard, que se otorga a la persona que más goles ha anotado en toda la temporada regular.

## Biografía
Joseph Henri Maurice Richard nació el 4 de agosto de 1921 en Montreal, Quebec. Su padre, Onésime Richard, era originario de la región de Gaspé de Quebec, antes de mudarse a Montreal, donde se casó con la madre de Maurice, Alice Laramée. La pareja se estableció en el barrio de Nouveau-Bordeaux. Maurice era el mayor de ocho hijos; tenía tres hermanas: Georgette, Rollande y Marguerite; y cuatro hermanos: René, Jacques, Henri y Claude.
Richard recibió su primer par de patines de hielo a los cuatro años y creció patinando en ríos locales y en una pequeña pista de hielo en el patio trasero que su padre creó. No jugó hockey organizado hasta los 14 años. En cambio, Richard desarrolló sus habilidades jugando al shinny y al "hog", un juego que requería que el portador del disco lo mantuviera alejado de los demás el mayor tiempo posible. Aunque también jugaba béisbol y era boxeador, el hockey era su pasión. Tras empezar a jugar en ligas organizadas, Richard se unió a varios equipos y usó seudónimos como "Maurice Rochon" para eludir las reglas que restringían a los jugadores a un solo equipo.  En una liga, llevó a su equipo a tres campeonatos consecutivos y anotó 133 de los 144 goles de su equipo en la temporada 1938-39.

## Trayectoria
A los 18 años, Richard se unió a los Verdun Juniors , aunque como novato vio poco tiempo de hielo en la temporada regular. Fue ascendido a la filial de los Montreal Canadiens en la Liga de Hockey Senior de Quebec en 1940, pero sufrió una fractura de tobillo en su primer partido tras chocar contra los tableros y se perdió el resto de la temporada.
Richard comenzó a jugar profesionalmente al hockey sobre hielo en 1942, con los Canadiens de Montréal. Aunque comenzó a jugar con el dorsal número 15, pronto lo cambió por el número 9. Lo hizo en honor a su primer hijo, Huguette, que pesó 9 libras (4,08 kg) al nacer. Pudo hacerlo porque, durante la Segunda Guerra Mundial, el ejército de Canadá denegó su ingreso en tres ocasiones; dos como soldado raso (por diversas lesiones) y una como mecánico, por no poseer titulación a pesar de que trabajó en ello desde los dieciséis años. Para cuando Maurice logró sacarse el título de mecánica en la Escuela Técnica de Montreal, la guerra había terminado.
A lo largo de las temporadas fue mejorando sus estadísticas. En la campaña 1943-44 ganó su primera Stanley Cup, contribuyendo con 32 goles y 22 asistencias. En la campaña 1944-45 consiguió, por primera vez, anotar 50 goles en los 50 partidos de la temporada regular, siendo esa su mayor temporada en anotación. Volvería a obtener con los Canadiens el título de campeón en 1945-46. Durante esos años desarrolló una fuerte rivalidad con otros jugadores, como Gordie Howe de los Detroit Red Wings.
Richard también fue el protagonista de diversos momentos históricos del hockey. En 1952, durante un partido contra Boston Bruins, logró reponerse de una fuerte entrada de un defensa que lo dejó inconsciente, y consiguió anotar el gol que dio la victoria a los Canadiens con sus facultades todavía mermadas. Ese mismo año superó al máximo goleador por entonces de la NHL, Neis Stewart, al anotar el gol número 326 en su carrera. Su temperamento también le jugó malas pasadas, siendo expulsado en 1955 por tumbar de un puñetazo a un árbitro. La decisión del presidente de la LNH, Clarence Campbell, de suspenderle el resto de la temporada causó indignación en los seguidores de Montreal, que llegaron a provocar disturbios en la ciudad. A pesar de perderse varios partidos, Maurice superó su récord de puntos (38 goles y 36 asistencias).
A partir de 1956 Richard iniciaría su periodo de las cinco Copas Stanley consecutivas, y superó la marca de 500 goles durante la temporada regular. Tras perderse varios encuentros por diversas lesiones, Maurice dio fin a su carrera en 1960, ganando a Toronto en las series finales. Tan solo un mes después, los Canadiens retiraron el dorsal #9 en honor a su jugador, y en 1961 ingresó en el Salón de la Fama del Hockey. Tras abandonar como jugador, trató de continuar como entrenador en los Nordiques de Quebec de la World Hockey Association, aunque renunció a las dos semanas de firmar su contrato por motivos familiares.
Richard continuó siendo homenajeado durante el resto de su vida, y estuvo considerado como uno de los personajes más célebres de Quebec y Canadá, llegando a recibir la Orden de Canadá en 1967. Cuando los Canadiens abandonaron en 1996 el Forum de Montreal para trasladarse a Centre Bell, decidieron homenajear a sus jugadores históricos que seguían vivos. Maurice Richard recibió la ovación del público más larga de la noche, la cual duró dieciséis minutos. En 1998 la LNH decidió que el premio al máximo goleador pasara a llamarse Trofeo Maurice Richard, con un trofeo ofrecido por los Canadiens de Montréal. Y en 1999, una de las franquicias de la Ligue de hockey junior majeur du Québec pasó a llamarse Rocket de Montreal  en honor al jugador.
Maurice Richard falleció el 27 de junio de 2000 en Montreal. A su velatorio asistieron más de 115.000 personas, y el gobierno de Canadá decidió realizar un funeral de Estado en honor al jugador, que fue emitido en todo el país.

## Trayectoria y estadísticas

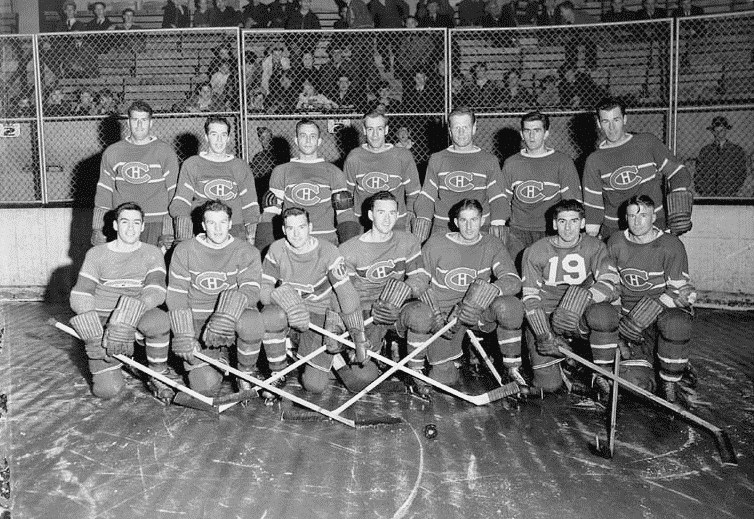
Plantilla de los Canadiens en 1942(de pie, segundo a la derecha).

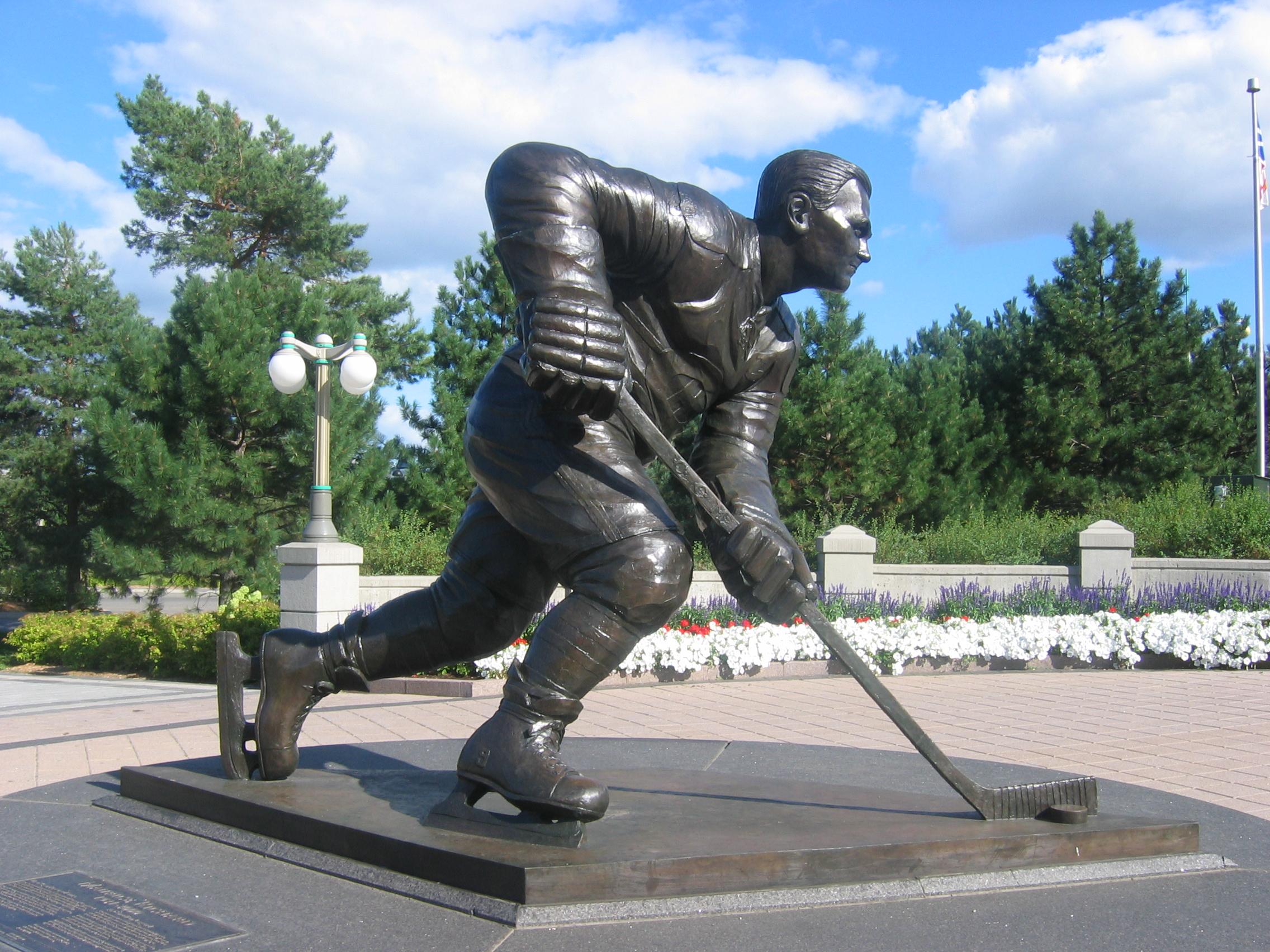
Escultura en honor a Maurice Richard, que puede encontrarse en Gatineau.

| 1942–43         | Montreal Canadiens | NHL             | 16  | 5   | 6   | 11  | 4    | —   | —  | —  | —   | —   |
| 1943–44         | Montreal Canadiens | NHL             | 46  | 32  | 22  | 54  | 45   | 9   | 12 | 5  | 17  | 10  |
| 1944–45         | Montreal Canadiens | LNH             | 50  | 50  | 23  | 73  | 46   | 6   | 6  | 2  | 8   | 10  |
| 1945–46         | Montreal Canadiens | LNH             | 50  | 27  | 21  | 48  | 50   | 9   | 7  | 4  | 11  | 15  |
| 1946–47         | Montreal Canadiens | NHL             | 60  | 45  | 26  | 71  | 69   | 10  | 6  | 5  | 11  | 44  |
| 1947–48         | Montreal Canadiens | NHL             | 53  | 28  | 25  | 53  | 89   | —   | —  | —  | —   | —   |
| 1948–49         | Montreal Canadiens | NHL             | 59  | 20  | 18  | 38  | 110  | 7   | 2  | 1  | 3   | 14  |
| 1949–50         | Montreal Canadiens | NHL             | 70  | 43  | 22  | 65  | 114  | 5   | 1  | 1  | 2   | 6   |
| 1950–51         | Montreal Canadiens | NHL             | 65  | 42  | 24  | 66  | 97   | 11  | 9  | 4  | 13  | 13  |
| 1951–52         | Montreal Canadiens | NHL             | 48  | 27  | 17  | 44  | 44   | 11  | 4  | 2  | 6   | 6   |
| 1952–53         | Montreal Canadiens | NHL             | 70  | 28  | 33  | 61  | 112  | 12  | 7  | 1  | 8   | 2   |
| 1953–54         | Montreal Canadiens | NHL             | 70  | 37  | 30  | 67  | 112  | 11  | 3  | 0  | 3   | 22  |
| 1954–55         | Montreal Canadiens | NHL             | 67  | 38  | 36  | 74  | 125  | —   | —  | —  | —   | —   |
| 1955–56         | Montreal Canadiens | NHL             | 70  | 38  | 33  | 71  | 89   | 10  | 5  | 9  | 14  | 24  |
| 1956–57         | Montreal Canadiens | NHL             | 63  | 33  | 29  | 62  | 27   | 10  | 8  | 3  | 11  | 8   |
| 1957–58         | Montreal Canadiens | NHL             | 28  | 15  | 19  | 34  | 28   | 10  | 11 | 4  | 15  | 10  |
| 1958–59         | Montreal Canadiens | NHL             | 42  | 17  | 21  | 38  | 27   | 4   | 0  | 0  | 0   | 2   |
| 1959–60         | Montreal Canadiens | NHL             | 51  | 19  | 16  | 35  | 50   | 8   | 1  | 3  | 4   | 2   |
| Total en la NHL | Total en la NHL    | Total en la NHL | 978 | 544 | 421 | 965 | 1285 | 133 | 82 | 44 | 126 | 188 |

## Palmarés
- Copa Stanley: 8 (1944, 1946, 1953, 1956, 1957, 1958, 1959, 1960)
- Trofeo Hart: 1 (1947)
- Trofeo Lou Marsh: 1 (1957)
- Máximo goleador: 5 (1945, 1947, 1950, 1954, 1955)

## Estilo de juego
Richard fue apodado "el Cometa" al principio de su carrera. Cuando su compañero de equipo Ray Getliffe comentó que Richard "entró como un cohete" mientras se acercaba a la portería contraria, un periodista deportivo local apodó a Richard "El Cohete"; tanto a Baz O'Meara del Montreal Star como a Dink Carroll del Montreal Gazette se les atribuye el apodo. El apodo describía el juego de Richard en términos de velocidad, fuerza y determinación. Su compañero de equipo y entrenador Toe Blake dijo que el apodo era apropiado porque "cuando despegaba, nada se interponía en su camino que pudiera detenerlo". El portero Jacques Plante lo declaró uno de los apodos más apropiados para un atleta, notando la feroz intensidad que a menudo se mostraba en los ojos de Richard y comparándolo con "el resplandor rojo del cohete" al que se hace referencia en "The Star-Spangled Banner". Glenn Hall estuvo de acuerdo: "Lo que más recuerdo de Rocket eran sus ojos. Cuando venía volando hacia ti con el disco en su stick, sus ojos estaban todos iluminados, destellando y brillando como una máquina de pinball. Era aterrador"

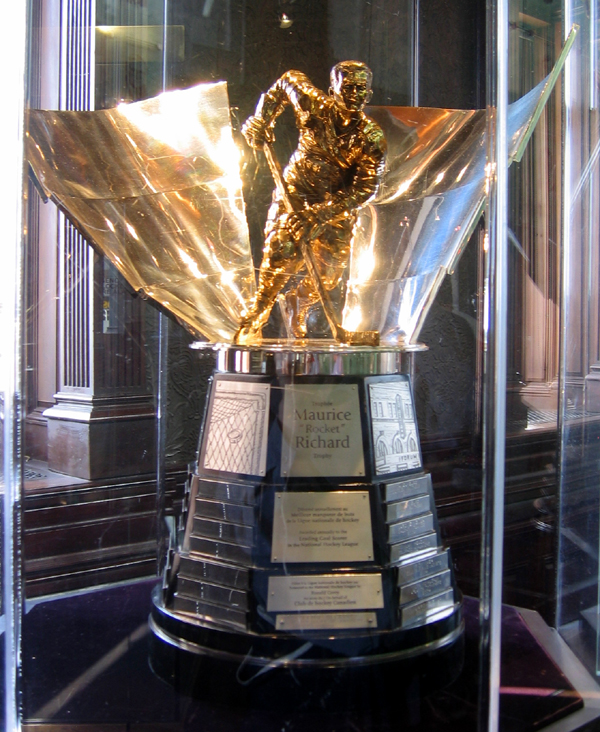
Un trofeo que presenta una estatuilla de Richard de color latón sobre una base de madera con placas de metal con la inscripción de los ganadores del trofeo. El Trofeo Maurice "Rocket" Richard se entrega anualmente al máximo goleador de la NHL

El mejor momento de la carrera de Richard fue la era inmediatamente posterior a la Segunda Guerra Mundial, donde los jugadores curtidos en la batalla regresaron a la NHL e implementaron un estilo "gladiador" que presentaba un juego rudo, físico y, a menudo, violento. El propio temperamento de Richard era infame, como lo ilustran sus acciones que precipitaron el Revuelta Richard.
Richard, un goleador puro, no jugaba con delicadeza ni era conocido por sus pases. Uno de sus compañeros comentó que "Maurice ni siquiera te pasaría la sal". Richard lideró la NHL en goles cinco veces, pero nunca en puntos. Era conocido por lanzarse hacia la red desde la línea azul y era igualmente hábil para anotar con su derecha o su revés. Sus hazañas revivieron una franquicia de Montreal Canadiens que había luchado por atraer fanáticos en la década de 1930. Además de sus 14 apariciones en un equipo de estrellas de postemporada (ocho en el primer equipo, seis en el segundo), Richard jugó en 13 Juegos de Estrellas de la NHL consecutivos entre 1947 y 1959.
Richard todavía era un jugador activo cuando Gordie Howe superó el récord de puntos de su carrera. Howe superó la marca de Richard de 544 goles en 1963, mientras que el récord de este último de 50 goles en una temporada se mantuvo durante 20 años hasta que Bobby Hull lo superó en 1965. Los Canadiens de Montreal donaron el Trofeo Maurice "Rocket" Richard a la NHL en 1999 como premio presentado anualmente al máximo goleador de la liga.